# Golem (jogo eletrônico)
Golem é um jogo eletrônico desenvolvido pela Highwire Games para o console PlayStation 4, especificamente para o aparelho de realidade virtual PlayStation VR. Foi lançado em 15 de novembro de 2019.

## Desenvolvimento
Golem é o jogo de estreia do estúdio independente Highwire Games. Sediado em Seattle, o estúdio foi fundado em 2015 pelos ex-funcionários da Bungie Martin O'Donnell e Jaime Griesemer, ao lado de Jared Noftle, cofundador da Airtight Games. Vic Deleon, outro ex-funcionário da Bungie, deixou a 343 Industries para se juntar à equipe de desenvolvimento como diretor de arte de mundo e Travis Brady, da Valve, como diretor de arte de personagem.
Golem foi desenvolvido para o PlayStation 4 e faz uso do aparelho de realidade virtual PlayStation VR. O jogo foi desenvolvido usando Unreal Engine 4. A Highwire procurou o estúdio da Epic Games em Seattle para obter ajuda no desenvolvimento do jogo de realidade virtual.
O'Donnell, que é o compositor do jogo, lançou uma campanha no Kickstarter para financiar coletivamente uma "pré-sequência musical" para Golem, intitulada Echoes of the First Dreamer.

## Lançamento
Golem foi anunciado pela primeira vez em dezembro de 2015 na PlayStation Experience. O jogo estava programado para ser lançado em 13 de março de 2018, mas desde então foi adiado para um novo polimento. Em 19 de agosto, os jogos Highwire confirmaram uma nova janela de lançamento no outono de 2019.

## Recepção

### Elogios
O jogo foi nomeado para "Outstanding Achievement in Original Music Composition" no 2020 D.I.C.E. Awards, e ganhou o prêmio de "Best Dialogue for an Indie Game" no 2020 G.A.N.G. Awards, enquanto sua outra indicação foi para "Best Sound Design for an Indie Game".